# Dilar subdolus
Dilar subdolus är en insektsart som beskrevs av Navás 1932. Dilar subdolus ingår i släktet Dilar och familjen Dilaridae. Inga underarter finns listade i Catalogue of Life.